# John Lucas III
John Harding Lucas III (* 21. November 1982 in Washington, D.C.) ist ein US-amerikanischer Basketballtrainer und ehemaliger Spieler, der seit 2005 in der NBA auf der Position des Point Guards spielte und aktuell Assistenztrainer bei den Los Angeles Lakers ist. Er spielte während seiner Karriere auch in Europa und China.

## Spieler-Karriere
Nachdem Lucas beim NBA-Draft 2005 von keinem Team ausgewählt worden war, wechselte er in die Entwicklungsliga der NBA, der NBDL. Dort spielte er für die Tulsa 66ers. Noch während der Saison erhielt Lucas einige Abrufe in das Profiteam der 66ers, den Houston Rockets.
Am 10. Mai 2006 wechselte Lucas zu Snaidero Udinese nach Italien. Dort blieb er drei Monate, ehe er einen Dreijahresvertrag mit den Houston Rockets unterzeichnete. Er blieb in Houston bis Oktober 2007. Daraufhin kehrte er nach Italien zurück und schloss sich Bennetton Treviso an. Er blieb dort wiederum ein paar Monate und erhielt danach einen Vertrag bei den Oklahoma City Thunder, bestritt jedoch kein Spiel für die Thunder. Im Februar 2009 wechselte Lucas wieder in die NBDL zu den Colorado 14ers. Mit diesen gewann er 2009 die NBDL-Meisterschaft. Für den Rest der Saison wechselte er nach Spanien zu Saski Baskonia. Für die Saison 2009–2010 wechselte Lucas in die chinesische Liga zu den Shanghai Sharks.
Lucas schaffte 2010 den Sprung in den Kader der Chicago Bulls, welche ihn bis Januar 2011 behielten. Danach kehrte Lucas für zwei Monate nach Shanghai zurück, ehe im März erneut bei den Bulls unterschrieb. Die Saison 2011–2012 stand Lucas bei den Bulls im Kader und erzielte mit 7,5 Punkte, 1,6 Rebound und 2,2 Assists Karrierebestwerte. Nach der Saison schloss er sich den Toronto Raptors an, für die er 5,3 Punkte pro Spiel erzielte.
Im Juli 2013 unterschrieb Lucas bei den Utah Jazz. Bei den Jazz ersetzte er zunächst den verletzten Trey Burke. Nach Burkes Genesung fiel Lucas aufgrund schwacher Leistungen, aus der Rotation.
Im Sommer 2014 wurde Lucas mit zwei weiteren Spielern, für Carrick Felix, zu den Cleveland Cavaliers transferiert und kam in einem weiteren Spielertausch zu den Boston Celtics. Nachdem er von den Celtics entlassen worden war, wurde er von den Washington Wizards unter Vertrag genommen. Als er auch hier noch vor Saisonbeginn entlassen wurde, ging er zurück in die Chinese Basketball Association zu den Sturgeons aus Fujian, wo er mit D. J. White zusammenspielt. Zuletzt spielte er wieder in der NBA, bei den Detroit Pistons.

## Trainer-Karriere
Am 21. September 2017 gaben die Minnesota Timberwolves bekannt, dass Lucas zum Trainer für Spielerentwicklung für die Saison 2017/18 ernannt wurde.
Am 15. September 2021 gaben die Los Angeles Lakers bekannt, dass sie Lucas als Assistenztrainer eingestellt wurde.

## Sonstiges
Lucas ist der Sohn von John Lucas II. Dieser war der erste Pick des NBA-Draft 1976 und spielte zwischen 1976 und 1990 in der NBA. Ebenso trainierte er in den 90er und 2000er die San Antonio Spurs, Philadelphia 76ers und Cleveland Cavaliers in der NBA.